# Alloschemone
Alloschemone es un género con 2 especies de plantas con flores perteneciente a la familia Araceae. Es endémica de la selva amazónica de Brasil. Sólo hay dos especies en el género, y ambas son extremadamente raras. Anteriormente el género Alloschemone fue disuelto y se agregó a Scindapsus, pero posteriormente ha sido reintegrado después de nuevas observaciones de las plantas.

## Taxonomía
El género fue descrito por Heinrich Wilhelm Schott y publicado en Genera Aroidearum exposita 99. 1858.

## Especies
- Alloschemone inopinata
- Alloschemone occidentalis